# Румунија у Другом светском рату
Након избијања Другог светског рата 1. септембра 1939. године, Краљевина Румунија под краљем Каролом II званично је заузела став о неутралности. Међутим, нагло променљива ситуација у Европи током 1940, као и унутрашњи политички преокрет, поткопали су овај став. Фашистичке политичке снаге попут Гвоздене гарде, којима је нагло порасла популарност и моћ, затражиле су савезништво са Трећим рајхом и њеним савезницима. Док се војна срећа два главна гаранта територијалног интегритета—Француске и Британије—рушила током пораза Француске, влада Румуније се обратила Немачкој у нади за сличном гаранцијом, несвесна да је тада доминантна европска сила већ дала сагласност на совјетске територијалне захтеве у тајном протоколу Споразума Рибентроп-Молотов из 1939. године.
У лето 1940. низ територијалних спорова дипломатски је решен неповољно по Румунију, што је резултирало губитком већине територије стечених током Првог светског рата. То је проузроковало пад популарности румунске владе, додатно ојачавши фашистичке и војне фракције, које су на крају извеле пуч који је земљу претворио у диктатуру под вођством маршала Јона Антонескуа. Нови режим чврсто је окренуо земљу према табору Осовине, званично се придруживши силама Осовине 23. новембра 1940. Као члан Осовине, Румунија се придружила инвазији на Совјетски Савез 22. јуна 1941. године, пружајући опрему и нафту Немачкој, као и ангажовањем више трупа на Источном фронту од свих осталих савезника Немачке заједно. Румунске снаге играле су велику улогу током борби у Украјини, Бесарабији, Стаљинграду. Румунске трупе биле су одговорне за прогон и масакр до 260.000 Јевреја на територијама под румунском контролом, иако је већина Јевреја који су живели у Румунији преживела сурове услове. Према историчару и аутору Марку Аксвортију, друга војска Осовине у Европи, несумњиво, била је румунска, мада је то спорно јер би се многи сложили да овај став припада италијанској војсци.
Након што се ратна срећа окренутих против Осовине, Румунију су бомбардовали савезници од 1943. па надаље и напала је совјетска војска 1944. године. Уз народну подршку учешћу Румуније у рату, у ситуацији када су се немачко-румунски фронтови срушили под совјетском навалом, краљ Михај Румунски предводио је државни удар који је свргнуо Антонескуов режим и ставио Румунију на страну савезника до краја рата, Антонеску је погубљен у јуну 1946. године. Упркос овом касном повезивању са победничком страном, Велика Румунија је у великој мери растављена, изгубивши територије у корист Бугарске и Совјетског Савеза, али повративши Северну Трансилванију од Мађарске.

## Позадина
Након Првог светског рата, која се борила са Антантом против Централних сила, увелико је проширила своју територију, укључујући регионе Трансилванију, Бесарабију, и Буковину, углавном као резултат вакуума створеног колапсом Аустроугарске и Руске Империје. То је довело до постизања дугогодишњег националистичког циља стварања Велике Румуније, националне државе која би обухватила све етничке Румуне. Међутим, новостечене територије такође су укључивале значајне мађарске, немачке, бугарске, украјинске и руске мањине, што је Румунију доводило у несклад са неколико њених суседа. То је повремено доводило до насилних сукоба, што су Мађарско-румунски рат и Татарбунаршки устанак. Да би обуздали мађарски иредентизам, Румунија, Краљевина Југославија и Чехословачка су основале Малу Антанту 1921. Исте године Румунија и Пољска закључиле су одбрамбени савез против новонасталог Совјетског Савеза, а 1934. године формирана је Балканска Антанта са Југославијом, Грчком и Турском, које су биле сумњичаве према Бугарској.
Од краја 19. века надаље, Румунија је била релативно демократска уставна монархија са прозападним погледима, али се земља суочила са све већим превирањима 1930-их као резултат Велике кризе и успона фашистичких и других крајње десничарских покрета попут Гвоздене гарде, која се залагала за револуционарни тероризам против државе. Под изговором стабилизације земље, све аутократскија краљ Карол II Румунски прогласио је 'краљевску диктатуру' 1938. Нови режим имао је корпоратистичку политику која је често личила на политику фашистичке Италије и нацистичке Немачке. Паралелно са овим унутрашњим развојем, економски притисци и слаб француско-британски одговор на Хитлерову агресивну спољну политику довели су до тога да се Румунија почела удаљавати од западних савезника и приближавати силама Осовине.
Дана 13. априла 1939. године, Француска и Уједињено Краљевство су се обавезале да ће гарантовати независност Краљевине Румуније. Преговори са Совјетским Савезом о сличној гаранцији пропали су када је Румунија одбила да дозволи Црвеној армији да пређе њене границе.
Немачка и Совјетски Савез потписали су 23. августа 1939. године Споразум Рибентроп—Молотов. Између осталог, ово је препознало совјетски "интерес" за Бесарабију (којом је владала Руска Империја од 1812. до 1918). Овај совјетски интерес комбинован је са јасном назнаком да изричито не постоји било какав немачки интерес за то подручје.
Осам дана касније нацистичка Немачка напала је Пољску. Очекујући војну помоћ Британије и Француске, Пољска је одлучила да не изврши савезништво са Румунијом како би могла да користи румунски мостобран. Румунија је званично остала неутрална и под притиском Совјетског Савеза и Немачке интернирала је пољску владу која је бежала након што су њени чланови прешли пољско-румунску границу 17. септембра, приморавајући их да свој ауторитет пренесу на оно што је постала Пољска влада у егзилу. После атентата на премијера Арманда Цалинесцуа 21. септембра, краљ Карол II покушао је да одржи неутралност још неколико месеци, али предаја Француске и повлачење британских снага из континенталне Европе учиниле су уверавања која су обе земље дале Румунији бесмисленим.
Године 1940. територијални добици Румуније остварени након Првог светског рата углавном су поништени. У јулу, после совјетског ултиматума, Румунија је пристала да се одрекне Бесарабије и Северне Буковине (Совјети су анектирали и град Херцу, што у ултиматуму није наведено). Две трећине Бесарабије комбиновано је са малим делом Совјетског Савеза да би се формирала Молдавска ССР. Остатак (Северна Буковина, северна половина округа Хотин и Буџак) распоређен је у Украјинску ССР.
Убрзо након тога, 30. августа, на основу Друге бечке арбитраже, Немачка и Италија посредовале су у компромису између Румуније и Краљевине Мађарске: Мађарска је добила регион назван 'Северна Трансилванија', док је 'Јужна Трансилванија' остала део Румуније. Мађарска је изгубила Трансилванију након Првог светског рата у Тријанонском уговору. Дана 7. септембра, према Споразуму из Крајове, Јужна Добруџа (коју је Бугарска изгубила након румунске инвазије током Другог балканског рата у 1913.), уступљена је Бугарској под притиском Немачке. Упркос релативно недавном стицању ових територија, у њима је живела већина људи који говоре румунски језик (осим Јужне Добруџе), па су их Румуни доживљавали као историјске целине Румуније, а чињеница да је толико земље изгубљено без борбе разбијена је вера у моћ и способност краља Карола.
Дана 4. јула, Јон Ђигурту формирао је прву румунску владу у којој је био министар Хорије Сима. Сима је био нарочито присталица антисемитизма који је постао номинални вођа покрета након смрти Корнељуа Кодреануа. Био је један од ретких истакнутих лидера крајње деснице који је преживео крваву борбу и сузбијање власти током претходних година.

## Антонеску долази на власт
Непосредно након губитка Северне Трансилваније, 4. септембра Гвоздена гарда (коју је водио Хорија Сима) и генерал (каснији маршал) Јон Антонеску ујединили су се да би формирали Националну легионарску државу, која је приморала на абдикацију Карола II у корист његовог 19-годишњег сина Михаја. Карол и његова љубавница Магда Лупеску отишли су у егзил, а Румунија се, упркос неповољном исходу недавних територијалних спорова, снажно нагнула према силама Осовине. Као део договора, Гвоздена гарда постала је једина правна странка у Румунији. Антонеску је постао почасни вођа Гвоздене гарде, док је Сима постао заменик премијера.
На власти, Гвоздена гарда заоштрила је ионако оштро антисемитско законодавство, донела законе усмерене против мањинских бизнисмена, с времена на време ублажене спремношћу званичника да приме мито, и осветила се својим непријатељима. Немачке трупе су 8. октобра почеле да прелазе у Румунију. Убрзо их је било преко 500 000.
Дана 23. новембра Румунија се придружила силама Осовине. Гвоздена гарда је 27. новембра у затвору Жилава погубила 64 бивша угледника или званичника док су чекали суђење. Касније тог дана убијени су историчар и бивши премијер Николаје Јорга и економиста Виргил Мадђару, бивши министар владе.
Кохабитација између Гвоздене гарде и Антонескуа никада није била лака. Дана 20. јануара 1941. Гвоздена гарда покушала је пуч, комбинован са погромом над Јеврејима у Букурешту. У року од четири дана, Антонеску је успешно сузбио пуч. Гвоздена гарда је избачена из владе. Сима и многи други легионари склонили су се у Немачку, други су затворени. Антонеску је укинуо Националну легионарску државу, уместо ње је Румунију прогласио "Националном и социјалном државом."

## Рат на Источном фронту
Немачка војска је 22. јуна 1941. уз подршку Румуније напала Совјетски Савез. Немачке и румунске јединице освојиле су Бесарабију, Одесу и Севастопољ, а затим су кренуле на истоку преко руских степа према Стаљинграду. У морбидном такмичењу са Мађарском која је привукла Хитлерову наклоност и у нади да ће повратити северну Трансилванију, Румунија је сакупила више борбених трупа за нацистички ратни напор него сви други немачки савезници заједно. Хитлер је наградио лојалност Румуније враћањем Бесарабије и Северне Буковине и дозвољавањем Румуније да управља совјетским земљама одмах између Дњестра и Буга, укључујући Одесу и Николајев. Румунски џингоисти у Одеси су чак дистрибуирали географију која показује да су Дачани населили већи део јужне Русије. Након повратка Бесарабије и Буковине (операција Минхен), румунске јединице бориле су се раме уз раме са Немцима даље до Одесе, Севастопоља, Стаљинграда и Кавказа. Укупан број трупа укључених на Источном фронту са румунском Трећом армијом и румунском Четвртом армијом био је други по броју сила Осовине. Румунска војска имала је у лето 1941. године укупно 686.258 људи под оружјем и укупно 1.244.691 војника у лето 1944. године. Број румунских трупа упућених у борбу у Совјетском Савезу премашио је број свих осталих немачких савезника заједно. Студија о америчком савезном истраживачком одељењу Конгресне библиотеке приписује ово "морбидном такмичењу са Мађарском да приволи Хитлерову наклоност ... [у нади] ... да поврати северну Трансилванију."
Бесарабија и Северна Буковина су сада потпуно поново уклопљене у румунску државу након што их је окупирао СССР годину дана раније. Као замена за Северну Трансилванију, која је додељена Мађарској након Друге бечке арбитраже, Хитлер је наговорио Антонесцка у августу 1941. да такође преузме контролу над територијом Придњестровља између Дњестра и Јужног Буга, која ће такође укључити иОдесу након њеног коначног пада у октобру 1941. Иако је румунска администрација успоставила цивилну владу, гувернаторат Придњестровље, румунска држава још није била формално укључила Придњестровље у свој административни оквир до тренутка када су га совјетске трупе поново преузеле почетком 1944. године.
Румунске војске су напредовале далеко у Совјетски Савез током 1941. и 1942. пре него што су учествовале у бици за Стаљинград током зиме 1942–1943. Петре Думитреску, један од најважнијих румунских генерала, био је командант Треће армије у Стаљинграду. У новембру 1942 6. немачка армија је накратко стављена на располагање Думитрескуу током немачког покушаја да растерети 3. армију након разорне совјетске операције Уран.
Пре совјетске контраофанзиве на Стаљинград, влада Антонескуа сматрала је рат са Мађарском због Трансилваније неизбежним након очекиване победе над Совјетским Савезом. Иако је била савезник Немачке, окретање Румуније савезничкој страни у августу 1944. године награђено је повратком Северне Трансилваније, која је додељена Мађарској 1940. године након Друге бечке награде.

## Рат долази у Румунију

### Ваздушни напади
Током Антонескуовог режима, Румунија је снабдевала нацистичку Немачку и војске Осовине нафтом, житом и индустријским производима. Такође, бројне железничке станице у земљи, попут Гара де Норд у Букурешту, служиле су као транзитне тачке за трупе које су полазиле на Источни фронт. Сходно томе, до 1943. године Румунија је постала мета савезничког стратешког бомбардовања. Једно од најзапаженијих ваздушних бомбардовања била је Операција плимни талас - напад на нафтна поља Плоештија 1. августа 1943. Букурешт је био изложен интензивном савезничком бомбардовању 4. и 15. априла 1944, а сам Луфтвафе бомбардовао је град 24. и 25. августа након што је земља прешла на савезничку страну.

### Копнена офанзива
У фебруару 1943. године, одлучујућом совјетском контраофанзивом на Стаљинград, постајало је све јасније да се ратна срећа окреће против сила Осовине.
До 1944. године румунска економија била је у кризи због ратних трошкова и деструктивног бомбардовања савезничких авиона широм Румуније, укључујући и главни град Букурешт. Поред тога, већина производа послатих у Немачку - попут уља, житарица и опреме - обезбеђена је без новчане надокнаде, јер је Немачка одбила да плати. Као резултат овог некомпензованог извоза, инфлација у Румунији је нагло порасла. То је изазвало широко незадовољство румунског становништва, чак и међу онима који су некада одушевљено подржавали Немце и рат, довело је до погоршање односа између Румуније и Немачке.
Почев од децембра 1943. године, совјетска Дњепарјско-карпатска офанзива потиснула је снаге Осовине све до Дњестра до априла 1944. У априлу-мају 1944. румунске снаге предвођене генералом Михајем Раковицом, заједно са елементима немачке Осме армије, биле су одговорне за одбрану северне Румуније и учествовала су у бици за Таргу Фрумош, што је Дејвид Гланц сматрао почетним совјетским покушајем инвазије на Румунију, коју су наводно задржавале одбрамбене линије Осовине на северу Румуније. Јаши-кишињевска офанзива, започета 20. августа 1944. године, резултирала је брзим и одлучним совјетским продором, пробијајући немачко-румунски фронт. Совјетске снаге заузеле су Таргу Фрумос и Јаши 21. августа и Кишињев 24. августа 1944. године.

## Холокауст
Види још Геноцид над Ромима.
Према извештају међународне комисије коју је румунска влада објавила 2004. године, између 280.000 и 380.000 Јевреја убијено је или умрло на румунском тлу, у ратним зонама Бесарабије, Буковине, и на окупираним совјетским територијама под румунском контролом (Придњестровље). Од 25.000 депортованих Рома, који су депортовани у концентрационе логоре у Придњестровљу, 11.000 је умрло.
Иако су већи део убистава у ратној зони починиле румунске и немачке трупе, иза линије фронта било је и значајних прогона. Током погрома у Јашију у јуну 1941. године, преко 13.000 Јевреја масакрирано је или убијено у возовима док су путовали кроз околину.
Половина од процењених 270.000 до 320.000 Јевреја који су живели у Бесарабији, Буковини и округу Дорохој у Румунији убијена је или умрла између јуна 1941. и пролећа 1944, од чега су румунске и немачке трупе у Бесарабији и Буковини убиле између 45.000 и 60.000 Јевреја, у првим месецима након уласка земље у рат током 1941. Чак и након почетних убистава, Јевреји у Молдавији, Буковини и Бесарабији били су изложени честим погромима, и били су концентрисани у гета из којих су слати у Придњестровље, у изграђене логоре којима су управљале румунске власти.
Румунски војници и жандарми такође су сарађивали са Ајнзацкомандосима, немачким одредима за убијање, задуженим за масакр над Јеврејима и Ромима на освојеним територијама, локалном украјинском милицијом и СС одредима локалних украјинских Немаца. Румунске трупе су великим делом биле одговорне за масакр у Одеси, у којем су од 18. октобра 1941. до средине марта 1942. румунски војници у Одеси, уз помоћ жандара и полиције, убили до 25.000 Јевреја и депортовали више од 35.000.
Број смртних случајева у свим областима није сигуран, али најниже процене износе око 250.000 Јевреја и 11.000 Рома у овим источним регионима.
Ипак, већина Јевреја који су живели у Румунији пре Барбаросе преживели су рат, иако су били изложени широком спектру тешких услова, укључујући присилни рад, новчане казне и дискриминишуће законе. Јеврејска имовина је била национализована.
Званични извештај који је румунска влада издала 2004. године о холокаусту:
Од свих савезника нацистичке Немачке, Румунија сноси одговорност за смрт највише Јевреја одмах након саме Немачке. На пример, убиства почињена у Јашију, Одеси, Богдановки, Домановки и Печори била су међу најбруталнијим убиствима почињеним над Јеврејима било где током Холокауста. Румунија је починила геноцид над Јеврејима. Опстанак Јевреја у неким деловима земље не мења ову стварност.

## Државни удар
Дана 23. августа 1944. године, са продором Црвене армије кроз немачку одбрану током Јаши-кишињевске офанзиве, краљ Михај Румунски извео је успешан пуч против Осовине уз подршку опозиционих политичара и већине војске. Михај I, за кога се у почетку сматрало да није много више од политичке фигуре, успео је да успешно свргне Антонескуову диктатуру. Краљ је потом понудио повлачење без сукоба немачком амбасадору Манфреду фон Килингеру. Али Немци су пуч сматрали „реверзибилним“ и покушали су војном силом да преокрену ситуацију. Румунска Прва, Друга и оно мало што је остало од Треће и Четврте армије (један корпус) биле су под краљевим наређењем да бране Румунију од било каквих немачких напада. Краљ Михај је понудио да румунску војску, која је у том тренутку имала скоро 1.000.000 људи, стави на страну савезника. Стаљин је одмах признао краља и обнову конзервативне румунске монархије.
У радио емисији румунској нацији и војсци у ноћи 23. августа, краљ Михај је објавио примирје, прогласио оданост Румуније савезницима, најавио прихватање примирја (које ће бити потписано 12. септембра) које су понудили Велика Британија, Сједињене Америчке Државе, и Совјетски Савез, и објавио рат Немачкој. Пуч је убрзао напредовање Црвене армије у Румунију, али није спречио брзу совјетску окупацију и заробљавање око 130.000 румунских војника, који су пребачени у Совјетски Савез, где су многи страдали у логорима. Примирје је потписано три недеље касније, 12. септембра 1944, под условима које је практично диктирао Совјетски Савез. Према условима примирја, Румунија је најавила безусловну предају СССР-у и стављена је под окупацијом савезничких снага са Совјетским Савезом као њиховим представником, под надзором медија, комуникација, поште и цивилне управе иза линија фронта. Неки историчари одлагања формалног савезничког признања "дефакто" промене оријентације Румуније до 12. септембра (датум потписивања примирја у Москви) приписују сложености преговора између СССР-а и Велике Британије.
Током конференције у Москви у октобру 1944. године Винстон Черчил, премијер Уједињеног Краљевства, предложио је совјетском лидеру Јосифу Стаљину споразум о томе како да поделе источну Европу на сфере утицаја након рата. Совјетском Савезу је понуђен удео од 90% утицаја у Румунији.
Споразум о примирју од 12. септембра предвиђао је у члану 18. да ће бити успостављена Савезничка контролна комисија која ће до закључења мира предузимати регулацију и контролу извршења ових услова под општим упутством и наредбама савезничке (совјетске) врховне команде, делује у име савезничких сила". У анексу члана 18 јасно је стајало да ће румунска влада и њихови органи испунити сва упутства савезничке контролне комисије која произилазе из Споразума о примирју. Споразум је такође предвиђао да би Савезничка контролна комисија имала седиште у Букурешту.У складу са чланом 14. Споразума о примирју, основана су два румунска народна суда за суђење осумњиченим ратним злочинцима.

## Кампања против сила Oсовине
Како је земља објавила рат Немачкој у ноћи 23. августа 1944. године, готово одмах су избили гранични сукоби између мађарских и румунских трупа. Немачке трупе су 24. августа покушале да заузму Букурешт и сузбију Михајов пуч, али их је одбрана града одбила, која је добила одређену подршку ваздухопловних снага Сједињених Држава. Остале јединице Вермахта у земљи претрпеле су озбиљне губитке: остатке Шеста армија која се повлачила западно од реке Прут пресекла је и уништила Црвена армија, која је сада напредовала још већом брзином, док су румунске јединице напале немачке гарнизоне на нафтним пољима Плоештија, присиљавајући их да се повуку у Мађарску. Румунска војска је за то време заробила преко 50.000 немачких затвореника, који су касније предати Совјетима.
Почетком септембра совјетске и румунске снаге ушле су у Трансилванију и заузеле градове Брашов и Сибињ док су напредовале ка реци Мориш. Њихов главни циљ био је Клуж (Клуж-Напока), град који се сматра историјском престоницом Трансилваније. Међутим, Друга мађарска армија била је присутна у региону и заједно са Осмом немачком армијом 5. јула сукобиле су се са савезничким снагама у бици код Турде, која је трајала до 8. октобра и резултирала је великим губицима на обе стране. Такође отприлике у то време, мађарска војска извела је своју последњу независну офанзивну акцију у рату, продирући у округ Арад на западу Румуније. Упркос почетном успеху, један број адхок румунских кадетских батаљона успео је да заустави мађарско напредовање у бици код Паулиша, а убрзо је комбиновани румунско-совјетски контранапад прегазио Мађаре, који су 21. септембра предали земљу и евакуисали сам Арад.
Румунска војска је ратовала против Вермахта заједно са Црвеном армијом у Трансилванији, Мађарској, Југославији, Аустрији и Чехословачкој, од августа 1944. до краја рата у Европи. У мају 1945. године Прва и Четврта армија учествовале су у Прашкој офанзиви. Румунска војска претрпела је велике жртве у борби против нацистичке Немачке. Од око 538.000 румунских војника који су се борили против Осовине 1944–1945, око 167.000 је убијено, рањено или нестало.
| Држава                                                                                                  | Почетак      | Крај        | Људство            | Жртве (УА, ЗА, НА) | Пређене планине | Пређене реке | Ослобођена насеља | Ослобођене варошице | Губици                                  |
| --- | ------------ | ----------- | ------------------ | ------------------ | --------------- | ------------ | ----------------- | ------------------- | --------------------------------------- |
| Румунија                                                                                                | 23.08.1944.  | 12.05.1945. | >275,000 (538,000) | 58,330             |                 |              | 3,831             | 31                  | 167,000 УА, ЗА ратни материјал          |
| Југославија                                                                                             |              |             |                    |                    |                 |              |                   |                     |                                         |
| Мађарска                                                                                                | 08.10. 1944. | 15.01.1945. | 210,000            | 42,700             | 3               | 4            | 1,237             | 14                  | 21,045 РЗ 9,700 УА ? ЗА ратни материјал |
| Чехословачка                                                                                            | 18.12.1944.  | 12.05.1945. | 248,430            | 66,495             | 10              | 4            | 1,722             | 31                  | 22,803 УА, ЗА, РЗ                       |
| Аустрија                                                                                                | 10.04.1945.  | 12.05.1945. | 2,000              | 100                |                 |              | 7                 | 1                   | 4,000 УА, ЗА, РЗ ратни материјал        |
| Укупно                                                                                                  | 23.08.1944.  | 12.05.1945. | 538,536            | 169,822            | 20              | 12           | 3,821             | 53                  | 117,798 РЗ 18,731 УА                    |
| Легенда: УА = Убијено у акцији, НА = Нестало у акцији, ЗА = Заробљено у акцији, РЗ = Ратни заробљеници. |              |             |                    |                    |                 |              |                   |                     |                                         |

## Последице
Према Париском мировном уговору 1947., савезници нису признали Румунију као савезничку нацију, већ су применили израз савезник хитлеровске Немачке на све примаоце одредби уговора. Попут Финске, Румунија је Совјетском Савезу морала платити 300 милиона долара као ратну одштету. Међутим, уговором је посебно признато да се Румунија пребацила на страну 24. августа 1944. године, те је стога деловала у интересу свих Уједињених нација. Као награду, Северна Трансилванија је још једном призната као саставни део Румуније, али је граница са СССР-ом и Бугарском утврђена према стању из јануара 1941. године, вративши статус пре Барбаросе. Након распада Совјетског Савеза 1991. године, источне територије постале су део Украјине и Републике Молдавије.
У самој Румунији, совјетска окупација након Другог светског рата омогућила је успон Комунистичке партије као главне политичке снаге, што је на крају довело до принудне абдикације краља и успостављања једнопартијске народне републике 1947. године.

## Главне битке и походи
Ово је списак битака и других борбених операција у Другом светском рату у којима су учествовале румунске снаге.
| Битка                                                  | Датум                          | Локација                               | Румунија и њени савезници                                                                             | Непријатељи                                      | Исход            |
| ------------------------------------------------------ | ------------------------------ | -------------------------------------- | --- | ------------------------------------------------ | ---------------- |
| Совјетска окупација Бесарабије и Северне Буковине      | 28.06. – 3.07.1940.            | Румунија                               | Национална легионарска држава                                                                         | Совјетски Савез                                  | Пораз            |
| Побуна легионара и Букурешки погром                    | 21.–23.01.1941.                | Румунија                               | Румунска влада                                                                                        | Гвоздена гарда                                   | Победа           |
| Учешће на страни сила Осовине (1941–1944)              |                                |                                        | |                                                  |                  |
| Операција Барбароса                                    | 22.06.– 5.12.1941.             | Совјетски Савез                        | Трећи рајх Краљевина Румунија Финска Краљевина Италија Краљевина Мађарска Словачка Република Хрватска | Soviet Union                                     | Пораз            |
| Напад на Констанцу                                     | 26.06.1941.                    | Румунија                               | Краљевина Румунија Трећи рајх                                                                         | Совјетски Савез                                  | Победа           |
| Операција Минхен                                       | 2.–26.07.1941.                 | Румунија                               | Краљевина Румунија Трећи рајх                                                                         | Совјетски Савез                                  | Победа           |
| Уманска битка                                          | 15.07. – 8.08.1941.            | Совјетски Савез                        | Трећи рајх Краљевина Румунија Краљевина Мађарска Словачка Република Хрватска                          | Совјетски Савез                                  | Победа           |
| Опсада Одесе                                           | 8.08.– 16.10.1941.             | Совјетски Савез                        | Краљевина Румунија Трећи рајх                                                                         | Совјетски Савез                                  | Победа           |
| Битка за Азовско море                                  | септембар 1941. – август 1942. | Совјетски Савез                        | Краљевина Румунија Трећи рајх                                                                         | Совјетски Савез                                  | Победа           |
| Опсада Севастопоља                                     | 30.10.1941. – 4.07.1942.       | Совјетски Савез                        | Трећи рајх Краљевина Румунија Краљевина Италија                                                       | Совјетски Савез                                  | Победа           |
| Битка за Ростов                                        | 21. – 27.11.1941.              | Совјетски Савез                        | Трећи рајх Краљевина Румунија Словачка Република                                                      | Совјетски Савез                                  | Пораз            |
| Друга битка за Харков                                  | 12. – 28.05.1942.              | Совјетски Савез                        | Трећи рајх Краљевина Румунија Краљевина Италија                                                       | Совјетски Савез                                  | Победа           |
| Операција Плаво                                        | 28.06. – 24.11.1942.           | Совјетски Савез                        | Трећи рајх Краљевина Италија Краљевина Румунија Краљевина Мађарска Словачка Република Хрватска        | Совјетски Савез                                  | Пораз            |
| Битка за Кавказ                                        | 25.07.1942. – 12.05.1944.      | Совјетски Савез                        | Трећи рајх Краљевина Италија Краљевина Румунија                                                       | Совјетски Савез                                  | Пораз            |
| Битка за Стаљинград                                    | 23.08.1942. – 2.02.1943.       | Совјетски Савез                        | Трећи рајх Краљевина Италија Краљевина Румунија Краљевина Мађарска Хрватска                           | Совјетски Савез                                  | Пораз            |
| Операција Уран                                         | 19. – 23.11.1942.              | Совјетски Савез                        | Трећи рајх Краљевина Италија Краљевина Румунија Краљевина Мађарска                                    | Совјетски Савез                                  | Пораз            |
| Операција Зимски талас                                 | 12. – 23.12.1942.              | Совјетски Савез                        | Трећи рајх Краљевина Румунија                                                                         | Совјетски Савез                                  | Пораз            |
| Операција Сатурн                                       | 12.12.1942. – 18.02.1943.      | Совјетски Савез                        | Трећи рајх Краљевина Италија Краљевина Румунија Краљевина Мађарска                                    | Совјетски Савез                                  | Пораз            |
| Операција Плимни талас                                 | 1.08.1943.                     | Румунија                               | Трећи рајх Краљевина Румунија Краљевина Бугарска                                                      | Сједињене Америчке Државе                        | Победа           |
| Донбаска стратешка офанзива                            | 13.08.– 22.09.1943.            | Совјетски Савез                        | Трећи рајх Краљевина Италија Краљевина Румунија Краљевина Мађарска                                    | Совјетски Савез                                  | Пораз            |
| Битка на Дњепру                                        | 24.08.– 23.12.1943.            | Совјетски Савез                        | Трећи рајх Краљевина Румунија                                                                         | Совјетски Савез Чехословачка                     | Пораз            |
| Керч-елтигенска офанзива                               | новембар 1943.                 | Совјетски Савез                        | Трећи рајх Краљевина Румунија                                                                         | Совјетски Савез                                  | Пораз            |
| Дњепарско-карпатска офанзива                           | 24.12.1943. – 14.04.1944.      | Совјетски Савез                        | Трећи рајх Краљевина Румунија                                                                         | Совјетски Савез                                  | Пораз            |
| Уманско–ботошанска офанзива                            | 5.03.– 17.04.1944.             | Совјетски Савез                        | Трећи рајх Краљевина Румунија                                                                         | Совјетски Савез                                  | Пораз            |
| Прва јаши-кишињевска офанзива                          | 8.04.– 6.06.1944.              | Совјетски Савез                        | Трећи рајх Краљевина Румунија                                                                         | Совјетски Савез                                  | Победа           |
| Кримска офанзива                                       | 8.04.– 12.05.1944.             | Совјетски Савез                        | Трећи рајх Краљевина Румунија Краљевина Бугарска                                                      | Совјетски Савез                                  | Пораз            |
| Лублин-брестовска офанзива                             | 18.07.– 2.08.1944.             | Белорусија/Пољска                      | Трећи рајх Краљевина Румунија                                                                         | Совјетски Савез Пољска                           | Пораз            |
| Јаши-кишињевска офанзива (Прва фаза)                   | 20.–23.08.1944.                | Румунија                               | Трећи рајх Краљевина Румунија                                                                         | Совјетски Савез                                  | Променила страну |
| Учешће на страни Антихитлеровске коалиције (1944–1945) |                                |                                        | |                                                  |                  |
| Јаши-кишињевска офанзива (Друга фаза)                  | 23.–29.08.1944.                | Румунија                               | Совјетски Савез Краљевина Румунијаваздушна подршка: Сједињене Америчке Државе                         | Трећи рајх                                       | Победа           |
| Битка за Турду                                         | 5.09.– 8.10.1944.              | Румунија                               | Совјетски Савез Краљевина Румунија                                                                    | Трећи рајх Краљевина Мађарска                    | Победа           |
| Битка за Паулиш                                        | 14.–19.09.1944.                | Румунија                               | Краљевина Румунија                                                                                    | Краљевина Мађарска                               | Победа           |
| Битка за Дебрецин                                      | 6.–29.10.1944.                 | Мађарска                               | Совјетски Савез Краљевина Румунија                                                                    | Трећи рајх Краљевина Мађарска                    | Победа           |
| Битка за Кареј                                         | 21.–25.10.1944.                | Мађарска                               | Краљевина Румунија                                                                                    | Краљевина Мађарска                               | Победа           |
| Будимпештанска офанзива                                | 29.10.1944. – 13.02.1945.      | Мађарска                               | Совјетски Савез Краљевина Румунија                                                                    | Трећи рајх Краљевина Мађарска                    | Победа           |
| Битка за Будимпешту                                    | 29.12.1944. – 13.02.1945.      | Мађарска                               | Совјетски Савез Краљевина Румунија                                                                    | Трећи рајх Краљевина Мађарска                    | Победа           |
| Братиславско–брновска офанзива                         | 25.03.– 5.05.1945.             | Протекторат Чешка и Моравска, Словачка | Совјетски Савез Краљевина Румунија Први корпус                                                        | Трећи рајх Краљевина Мађарска                    | Победа           |
| Прашка офанзива                                        | 6–11 May 1945                  | Протекторат Чешка и Моравска           | Совјетски Савез Пољска Чехословачка Краљевина Румунија Руска ослободилачка армија                     | Трећи рајх Краљевина Мађарска Словачка Република | Победа           |

## Румунско наоружање током Другог светског рата

### Савремено несамоходно оружје
Списак испод приказује модерно (пројектовано и изграђено након завршетка Првог светског рата) пешадијско оружје и артиљеријске оруђе које је користила румунска војска током Другог светског рата.
| Назив                  | Земља порекла                                  | Количина            | Белешке |       |       |
| Пушке                  | Пушке                                          | Пушке               | Пушке | Пушке | Пушке |
| ---------------------- | ---------------------------------------------- | ------------------- | --- | ----- | ----- |
| Вз. 24                 | Чехословачка                                   | 445,640+            | 700.000 наручених, 445.640 достављене румунској војсци до средине 1943. године |       |       |
| Аутоматске пушке       |                                                |                     | |       |       |
| Берета 38              | Краљевина Италија                              | 5,000               | 5.000 наручених 1941. године и испоручених током 1942. године |       |       |
| Орица М1941            | Краљевина Румунија                             | Непознато (10,000+) | Локални дизајн, ступио је у оперативну употребу од стране румунске војске 1943. године са стопом производње од 666 комада месечно од октобра 1942.                                                                        |       |       |
| MP 40                  | Трећи рајх                                     | Непознато           | Снабдевала Немачка |       |       |
| Митраљези              |                                                |                     | |       |       |
| ZB vz. 30              | Чехословачка · Краљевина Румунија              | 28,000              | 18.000 увезених из Чехословачке и 10,000 произведених по лиценци у Куђиру са стопом производње од 250 комада месечно од октобра 1942.                                                                                     |       |       |
| ZB-53                  | Чехословачка                                   | 5,500               | 5,500 откупљених, 3,500 у 1941. години и 2,000 у 1943. |       |       |
| Хочкис М1929           | Трећа француска република                      | 200                 | 200 наручених и испоручених пре пада Француске |       |       |
| Мерзери                |                                                |                     | |       |       |
| Брант Мле 1935         | Краљевина Румунија · Трећа француска република | 300+                | 125 увезено из Француске и преко 175 произведено по лиценци у фабрици Војна у Брашову, са стопом производње од 26 комада месечно од октобра 1942.                                                                         |       |       |
| Брант Мле 27/31        | Краљевина Румунија · Трећа француска република | 1,188+              | 188 увезено из Француске и преко 410 произведено по лиценци у фабрици Војна у Брашову, са стопом производње од 30 комада месечно од октобра 1942. (преко 1.000 таквих мерзера произведено је у Румунији до средине 1943)  |       |       |
| M1938                  | Краљевина Румунија · Совјетски Савез           | Непознато (хиљаде)  | Заплењени и реконструисани совјетски модел, произведен у фабрици Решица са производњом од 80 комада месечно од октобра 1942.                                                                                              |       |       |
| Противавионски топови  |                                                |                     | |       |       |
| 2 cm ФлаК              | Трећи рајх                                     | 300                 | 300 је наручено у септембру 1940, испорука је почела у мају 1941. године, позната под називом Густлоф пиштољи (по имену једног од њихових произвођача)                                                                    |       |       |
| 20 mm Оерликон         | Швајцарска                                     | 45                  | 45 комада купљено од Немачке |       |       |
| 25 mm Хочкис           | Трећа француска република                      | 72                  | 300 наручених, али само 72 испоручених до пада Француске |       |       |
| 3.7cm ФлаК             | Краљевина Румунија · Трећи рајх                | 360                 | 360 произведених по лиценци у фабрици Астра, почев од 1938. године, са 102 испоручена до маја 1941. године и производњом од 6 комада месечно од октобра 1942.                                                             |       |       |
| 40 mm Бофорс           | Шведска                                        | 54                  | 54 купљена од Немачке |       |       |
| 75 mm Викерс           | Краљевина Румунија · Уједињено Краљевство      | 200                 | 200 произведено по лиценци у Решици, са 100 испоручених средином 1941. године, а друга серија од 100 започета је у јулу 1941. године, са стопом производње од 5 комада месечно од октобра 1942.                           |       |       |
| Противтенковски топови |                                                |                     | |       |       |
| 25 mm Хочкис           | Трећа француска република                      | Непознато           | Испоручена непозната количина |       |       |
| 37 mm Бофорс           | Шведска · Пољска                               | 669                 | 669 комада (бивших пољских) купљено је од Немачке (најчешће румунске противтенковске пушке 1941. године) |       |       |
| 45 mm M1942            | Совјетски Савез                                | Непознато           | Заплењени совјетски модел, неки румунски противтенковски водови имали су по четири комада током друге половине Другог светског рата                                                                                       |       |       |
| 47 mm Бохлер           | Савезна Држава Аустрија · Краљевина Италија    | 820                 | 545 произведених у Аустрији и 275 произведених у Италији, сви купљени од Немачке |       |       |
| 47 mm Шнајдер          | Краљевина Румунија · Трећа француска република | 300+                | 160 их је купљено од Француске, а преко 140 је произведено по лиценци у фабрици Конкордија у Плоештију, са стопом производње од 14 комада месечно од октобра 1942.                                                        |       |       |
| 50 mm Пак 38           | Трећи рајх                                     | 110                 | Вукли су их заробљени и ремонтовани оклопни трактори Комсомолец |       |       |
| 75 mm Пак 40           | Трећи рајх                                     | Непознато           | Током друге половине Другог светског рата, неки румунски противтенковски водови имали су по три топа Пак 40, који су се користили наизменично са сопственим 75-милиметарским противтенковским пиштољем Решица Модел 1943. |       |       |
| 75 mm Решица           | Краљевина Румунија                             | 375+                | Завичајни дизајн који комбинује карактеристике неколико страних модела, произведено је укупно 210 комада у фабрици у Решици, 120 у фабрици Астра у Брашову и 42 у Конкордији у Плоештију уз три прототипа                 |       |       |
| Хаубице                |                                                |                     | |       |       |
| 100 mm Шкода           | Чехословачка · Краљевина Румунија              | 500                 | 248 откупљено од Чехословачке средином 1930-их и 252 од Немачке 1940-1941 (Астра у Румунији производила је цеви) |       |       |
| 105 mm Шнајдер         | Трећа француска република                      | 144                 | 180 наручених, али само 144 испоручених до пада Француске |       |       |
| 150 mm Шкода           | Чехословачка · Краљевина Румунија              | 180                 | 180 купљено од Чехословачке између 1936. и 1939. (Астра у Румунији производила је бурад) |       |       |

### Тенкови
Списак у наставку садржи моделе и бројеве тенкова румунске војске свих врста у употреби од 19. јула 1944. године:
| Име        | Тип           | Земља порекла      | Количина |
| ---------- | ------------- | ------------------ | -------- |
| FT-17      | Лаки тенк     | Француска          | 62       |
| R-1        | Танкета       | Чехословачка       | 14       |
| R-35       | Лаки тенк     | Француска          | 30       |
| R-35/45    | Ловац тенкова | Краљевина Румунија | 30       |
| R-2        | Лаки тенк     | Чехословачка       | 44       |
| T-38       | Лаки тенк     | Трећи рајх         | 19       |
| T-3        | Средњи тенк   | Трећи рајх         | 2        |
| T-4        | Средњи тенк   | Трећи рајх         | 81       |
| TACAM T-60 | Ловац тенкова | Краљевина Румунија | 34       |
| TACAM R-2  | Ловац тенкова | Краљевина Румунија | 20       |
| TAs        | Јуришни топ   | Трећи рајх         | 60       |
| Маршал     | Ловац тенкова | Краљевина Румунија | 7        |
| STZ        | Танкета       | Краљевина Румунија | 34       |

## Додатни извори
- Bucur, Maria (1. 4. 2002). „Treznea: Trauma, nationalism and the memory of World War II in Romania”. Rethinking History (на језику: енглески). 6 (1): 35—55. S2CID 143005164. doi:10.1080/13642520110112100.
- Bucur, Maria (2009). Heroes and victims: Remembering war in twentieth-century Romania. Indiana UP..
- Butnaru, I. C (1992). Silent Holocaust: Romania & Its Jews. HIA Book Collection.. 225pp.
- Case, Holly. Between states: the Transylvanian question and the European idea during World War II. Stanford University Press, 2009.
- Craciunoiu, Cristian; Mark W. A. Axworthy; Scafes, Cornel (1995). Third Axis Fourth Ally: Romanian Armed Forces in the European War, 1941-1945. London: Arms & Armour. стр. 368. ISBN 1-85409-267-7.
- Deletant, Dennis (2001). „Romania”. The Oxford Companion to World War II. стр. 954—959.. edited by I. C. B. Dear and M. R. D. Foot. .
- Deletant, Dennis. Hitler's Forgotten Ally, Ion Antonescu and his Regime, Romania, 1940-44 (London, 2006).
- Glantz, David M. (2007). Red Storm over the Balkans: The Failed Soviet Invasion of Romania, Spring 1944. Lawrence: University Press of Kansas. стр. 448. ISBN 978-0-7006-1465-3.
- Thomas, Martin (1996). „To arm an ally: French arms sales to Romania, 1926–1940.”. Journal of Strategic Studies. 19 (2): 231—259. doi:10.1080/01402399608437636..
- Michelson, Paul E. „Recent American historiography on Romania and the second world war”. Romanian Civilization. 5 (2): 23—42. 1996. .
- Solonari, Vladimir (2019). A satellite empire: Romanian rule in southwestern Ukraine, 1941-1944. Cornell UP. ISBN 9781501743191.
- Popa, Ion (2018). „The 7th Roșiori (Cavalry) Regiment and the Holocaust in Romania and the Soviet Union”. Dapim: Studies on the Holocaust. 32 (1): 38—56. S2CID 159021449. doi:10.1080/23256249.2018.1432250.
- Porter, Ivor (1989). Operation Autonomous. With SOE in Wartime Romania.. 268pp; The British intelligence operation.
- Saiu, Liliana (1992). Great Powers & Rumania, 1944-1946: A Study of the Early Cold War Era. HIA Book Collection.. 290pp.
- Weinbaum, Laurence. "The Banality of History and Memory: Romanian Society and the Holocaust", Post-Holocaust and Anti-Semitism No. 45 (June 2006) Архивирано на веб-сајту  (14. март 2021)
- Some passages in this article have been taken from the (public domain) U.S. Federal Research Division of the Library of Congress Country Study on Romania, sponsored by the U.S. Department of the Army, researched shortly before the 1989 fall of Romania's Communist regime and published shortly after. , accessed July 19, 2005.

### Војна и политичка историја
- Чињенице о историји Осовине - Румунија
- worldwar2.ro: Romanian Armed Forces in the Second World War
- Дан Рејнолдс. Пушке Румуније 1878-1948
- Пол Постовану. Рат на Истоку, како су га видели румунски ветерани из Буковине
- Ребека Ен Хејнс. ‘Нова Велика Румунија ’? Румунска претензија према српском Банату 1941. године
- Стефан Џорџ. Економски аргументи Румуније у вези учешћа у Другом светском рату
- Мапа територијалних промена у Румунији током Другог светског рата Архивирано на веб-сајту  (14. фебруар 2022)
- Архивске слике Другог светског рата са румунским снагама Архивирано на веб-сајту  (12. мај 2014)

### Холокауст
- Завршни извештај Међународне комисије за холокауст у Румунији (pdf). Букурешт, Румунија: Међународна комисија за холокауст у Румунији. новембар 2004. стр. 89. Приступљено 2012-05-17.
- Убиство Јевреја у Румунији Архивирано на веб-сајту  (26. октобар 2021) на Јад Вашем вебсајту
- Холокауст у Румунији
- Жртве ромског холокауста говоре

< Велика Румунија | Историја Румуније | Социјалистичка Република Румунија  >